# دالة الكثافة الاحتمالية

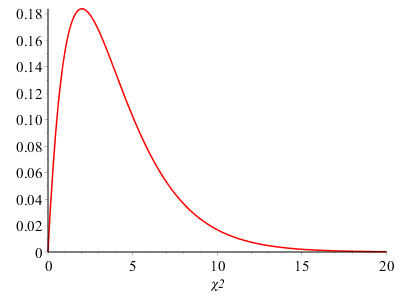

في نظرية الاحتمالات، دالة كثافة الاحتمال أو دالة الكثافة الاحتمالية (د. ك.ا) 
(بالإنجليزية: probability density function)‏ أو (pdf) هي الدالة الممثلة لأي توزيع احتمالي عن طريق التكامل. وتكون دالة الكثافة الاحتمالية موجبة دائمًا، كما يكون تكاملها من ∞- إلى ∞+ مساويًا لواحد:
{\displaystyle \int _{-\infty }^{+\infty }f\left(x\right)dx=1}
يمكن وصف دالة الكثافة الاحتمالية بأنها تقويم لاستمرارية منسّج الذي يمثل التكرارات النسبية ضمن مجالات النتائج البيانية.

## توزيعات مستمرة بمتغير واحد
تكون للمتغير العشوائي {\displaystyle X} دالة كثافة احتمالية {\displaystyle f\left(X\right)}، حيث قيم هذه الدالة غير سالبة وهي قابلة للتكامل حسب ليبيغ، إذا ما تحقّق :
{\displaystyle P\left[a\leq X\leq b\right]=\int _{a}^{b}f\left(x\right)dx}
أي أنّ الاحتمال بأن يتخذ المتغير {\displaystyle X} قيمًا في الفترة {\displaystyle \left[a,b\right]} مساوية لتكامل دالة الكثافة الاحتمالية في نفس الفترة. من هنا، فإذا كانت {\displaystyle F} هي دالة التوزيع التراكمي للمتغير {\displaystyle X}، يتحقق:
{\displaystyle ,F\left(x\right)=\int _{-\infty }^{x}f\left(u\right)du}
وكذلك، فإنّ:
{\displaystyle f\left(x\right)={\frac {d}{dx}}F\left(x\right)}
من هنا، فإذا كان لدينا توزريعًا احتماليًا له كثافة {\displaystyle f\left(x\right)}، عندئذ يكون الاحتمال للحصول على قيم في المجال اللامتناهي {\displaystyle \left[x,x+dx\right]} هو {\displaystyle f\left(x\right)dx}.

## دوال كثافة احتمالية مهمة
- التوزيع المنتظم هو أحد أكثر التوزيعات أهمية واستعمالاً. في صيغته المستمرة نقول أنّ للمتغيّر العشوائي X توزيعًا منتظمًا في الفترة {\displaystyle \left[a,b\right]} إذا كان احتمال حصول X على قيمة ما في فترة جزئية محتواة في الفترة {\displaystyle \left[a,b\right]} مساويًا لاحتمال حصوله على قيمة ما في فترة جزئية أخرى محتواة في الفترة {\displaystyle \left[a,b\right]}، بشرط أن تكون الفترتان بنفس الطول. هذا يقضي بأن يكون لـX نفس الكثافة الاحتمالية على طول الفترة {\displaystyle \left[a,b\right]}، أي:

{\displaystyle f\left(x\right)={\begin{cases}{\frac {1}{b-a}}\quad a\leq x\leq b\\0\quad \quad x<a,x>b\end{cases}}}
- بالنسبة للتوزيع الاحتمالي الطبيعي أو الغاوسي، فإنّ دالة الكثافة الاحتمالية هي:

{\displaystyle f\left(x\right)={\frac {1}{\sqrt {2\pi }}}e^{-{\frac {x^{2}}{2}}}}
هذا في حالة كون المتغيّر عشوائي تابعا لتوزيع طبيعي معياري، أي أنّه ذو قيمة متوقّعة مساوية لصفر، وتباين مساوٍ لواحد. أمّا إذا كانت القيمة المتوقعة مساوية لـ-{\displaystyle \mu } والتباين مساويًا لـ-{\displaystyle \sigma ^{2}} تكتب دالة الكثافة الاحتمالية كالتالي:
{\displaystyle f\left(x\right)={\frac {1}{\sqrt {2\pi \sigma ^{2}}}}e^{-{\frac {\left(x-\mu \right)^{2}}{2\sigma ^{2}}}}}

## استعمالات
- حساب القيمة المتوقعة لمتغيّر عشوائي ما يتم وفق المعادلة التالية:

{\displaystyle E\left[X\right]=\int _{-\infty }^{+\infty }xf\left(x\right)dx}
أي أنّ القيمة المتوقعة لمتغيّر عشوائي هي عبارة عن مركز ثقل دالة الكثافة الاحتمالية خاصته.